# O Jardim do Inimigo
O Jardim do Inimigo é uma peça teatral realizada pela companhia de teatro Jeová Nissi, foi apresentada pela primeira vez entre os anos 2000, é vista e conhecida por muitas regiões do Brasil e muito comentada entre as igrejas evangélicas, posteriormente foi lançada em DVD em 2007. Foi escrita, dirigida e protagonizada por Caique Oliveira que é o fundador da companhia.
Possui o tema abordando vários fatos que acontecem em relações humanas e cristãs, como violência doméstica, uso de drogas, prostituição, miséria, pobreza, descompromisso com Deus e a igreja. O texto é narrado pelo personagem principal, dito como o Acusador, o diabo (Caique Oliveira), que acusa todos aqueles que seguem o caminho pecaminoso de uma forma sarcástica e entretida com Humor Negro. Apesar de ser um drama trágico-impactante foi aceito pelos mais diversos públicos e idades, O teatro é feito para jovens e segue uma linha de humor e drama.

## Enredo
O teatro começa com vários indivíduos condenados em seus delitos vivendo uma vida miserável com o diabo, os indivíduos representam violência, uso de drogas, prostituição, miséria e descompromisso, eles ficam perdidos e são presos pelo diabo, o Acusador começa a abordar os pecados cometidos em forma de enfraquecê-los, mas a Verdade aparece, uma missionária tenta aconselhar os indivíduos pregando-lhes Jesus, mas eles resistem e se deleitam em seus pecados, o Diabo aproveita para difundir pecados, erros e falhas que envolvem a humanidade. Nessa trama os indivíduos condenados querem encontrar um caminho que possa restaurar suas vidas e serem libertos do pecado e do Diabo. uma peça que vai transforma vidas e alcançar almas.

## Elenco
Elenco do DVD Oficial lançado em 2006 
- Caíque Oliveira - diabo
- Marcos Elias - Jesus
- Lílian Marassato – Missionária
- Michelle Santos - Prostituta
- Marcos Detorre - Jovem sem compromisso
- Nelma Batista - Mulher que Apanha do marido
- Julio Santos - Marido que bate na mulher
- Weilla Matha - Drogada
- Ângela Batista - Mendiga
- Pablo Henrique - Profeta